# Słoń bojowy

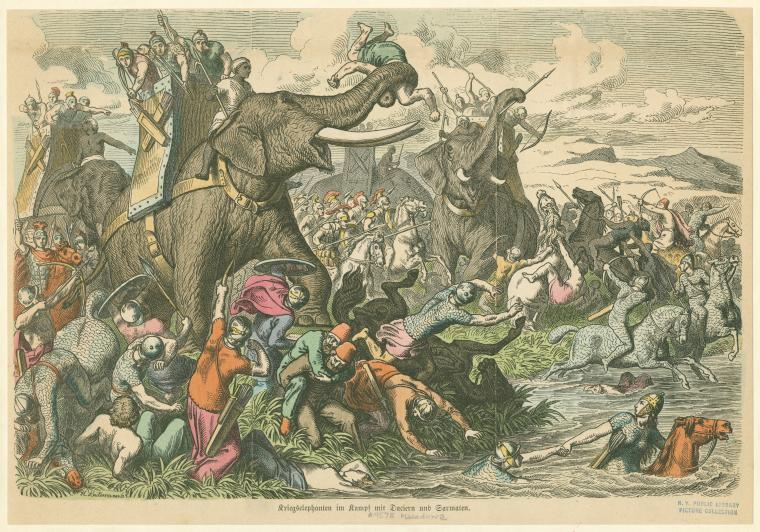
Słonie bojowe w czasie walki z Dakami i Sarmatami

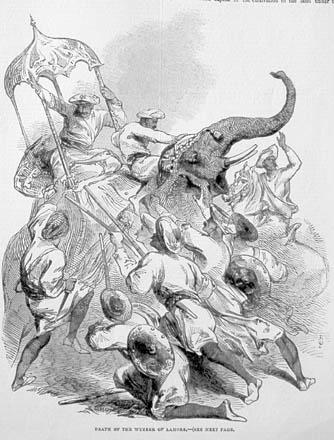
Ze względu na jego grubą skórę i duże rozmiary, słonia bojowego trudno było zranić i zabić

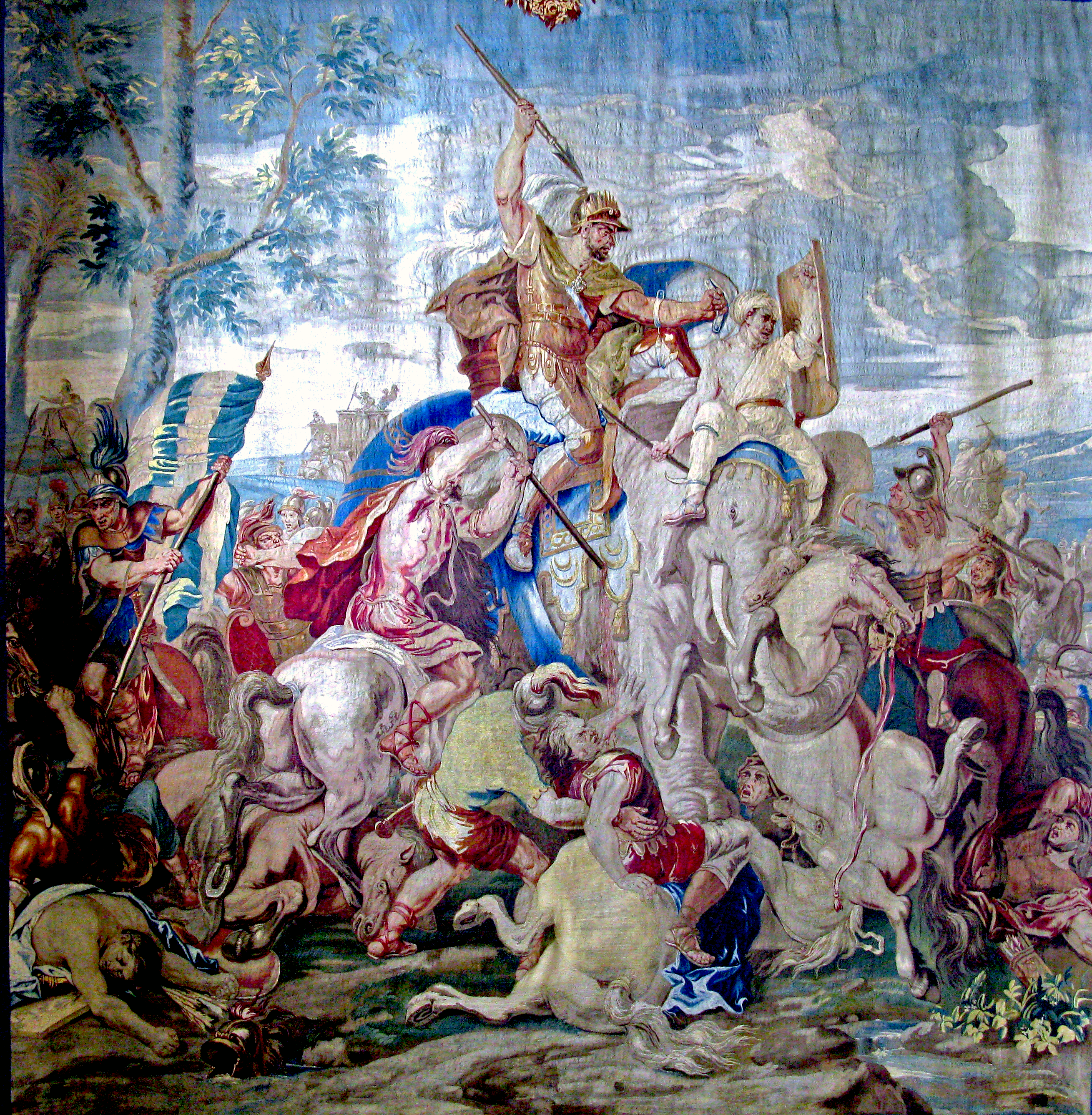
Bitwa pod Gaugamelą, uchwycony strach, powodowany przez słonie

Hannibal przekracza Alpy w trakcie II wojny punickiej. Widoczne słonie bojowe – jeden z nich spada w przepaść

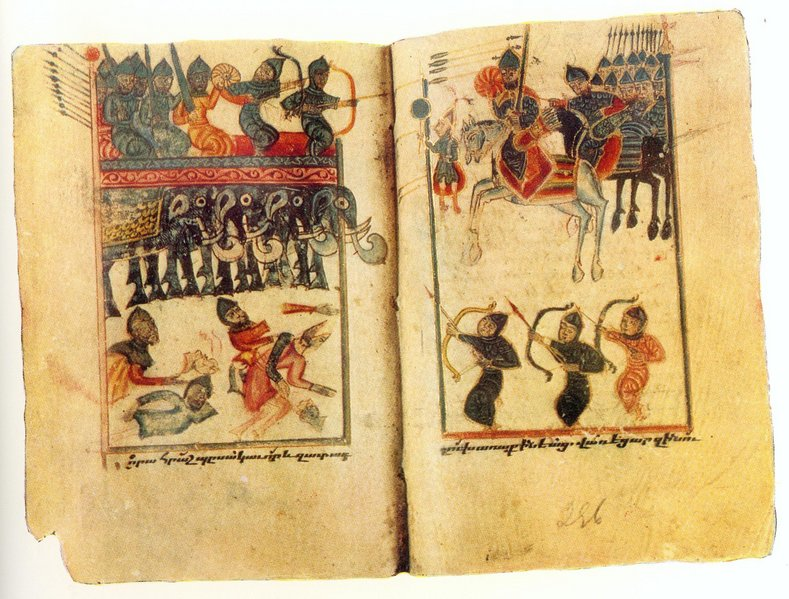
Średniowieczna miniatura armeńska przedstawiająca słonia bojowego podczas bitwy pod Awarajr

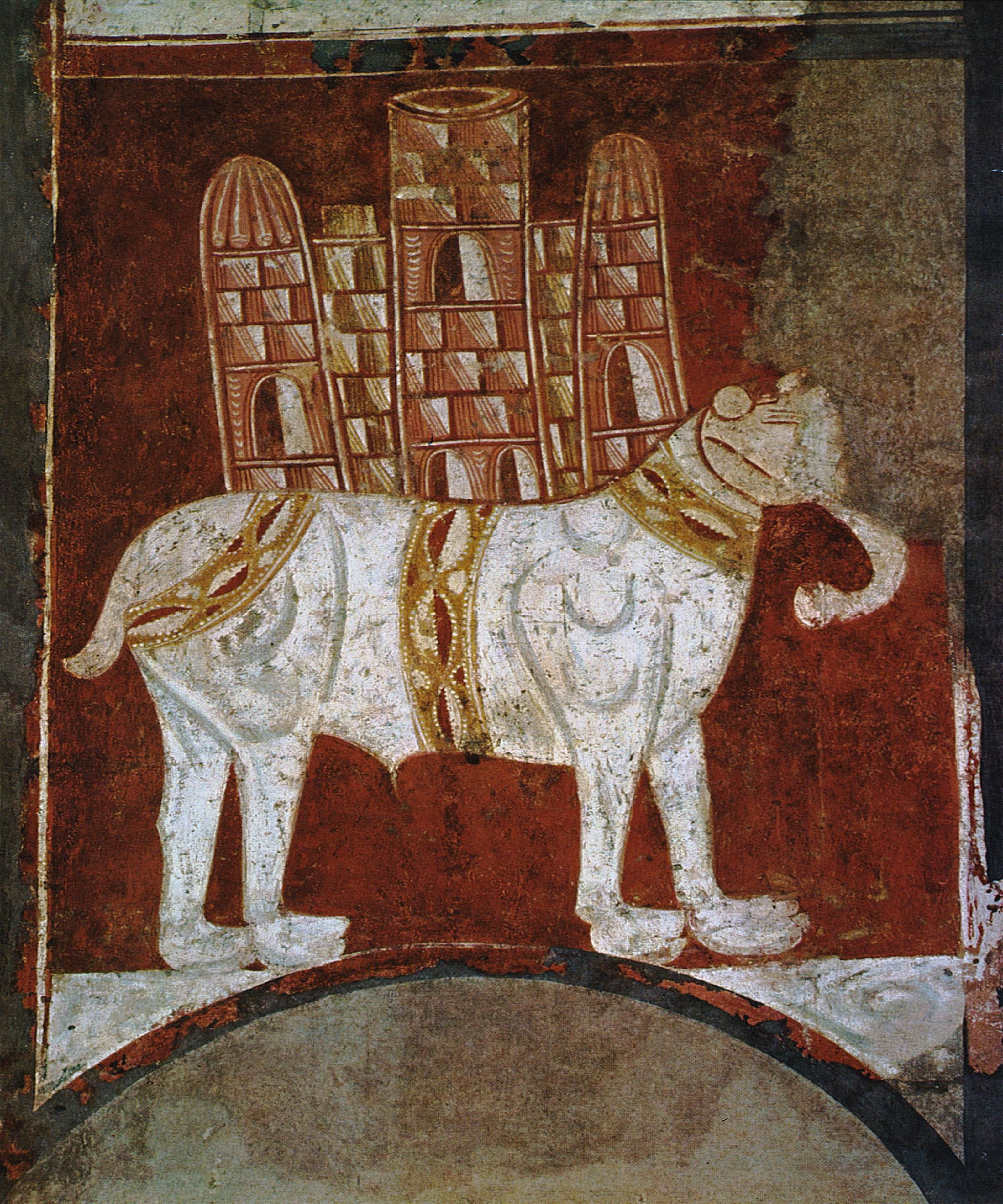
Malowidło romańskie przedstawiające słonia bojowego. Hiszpania, XII wiek

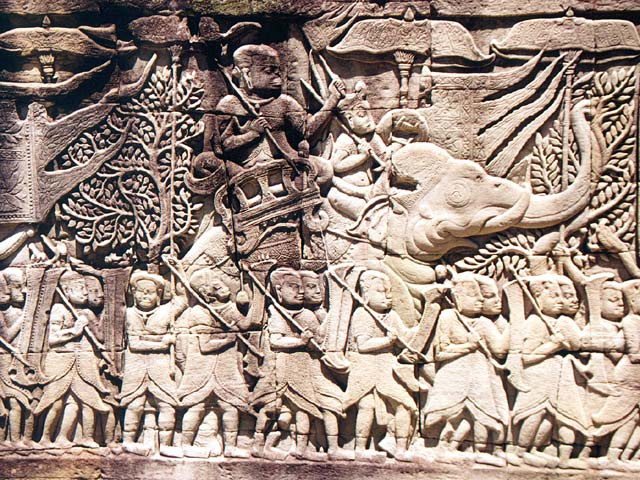
Armia imperium Khmerów prowadziła w XII wieku wojny przeciwko Czamom używając słoni bojowych

Słoń bojowy – słoń wykorzystywany w działaniach wojennych, przede wszystkim w starożytności, którego głównym przeznaczeniem była szarża, mająca na celu wzniecenie paniki w szeregach wroga lub przerwanie jego szyków. Diadochowie używali tych zwierząt także do ochrony własnych wojsk przed atakami jazdy nieprzyjaciela. Oddziały słoni uczestniczyły między innymi w bitwach nad rzeką Hydaspes (326 p.n.e.), pod Herakleą (280 p.n.e.), Zamą (202 p.n.e.) i Tapsus (46 p.n.e.).
Słonie stosowano w bitwach jeszcze pewien czas po pojawieniu się broni palnej, gdyż były dobrą platformą dla strzelców, jednak można je było dość łatwo zabić, przez co nie służyły długo w bitwie. Również widoczna pozycja załogi ułatwiała jej zestrzelenie. Po pewnym czasie stosowano je już jedynie do przenoszenia ładunków, był to też koniec ich użycia w walce.
Ostatnie większe bitwy z wykorzystaniem słoni stoczono w XVIII wieku, w małych lokalnych konfliktach brały udział jeszcze na początku wieku XIX. Później militarne zastosowanie słoni ograniczało się do przenoszenia zaopatrzenia dla wojska. W ten sposób wykorzystywano je aż do II wojny światowej, szczególnie w ciężkim dla wojskowych pojazdów terenie.

## Historia

### Starożytność
Oswajanie słoni (lecz nie udomowienie – wciąż łapano dziko żyjące osobniki) rozpoczęło się około 4000 lat temu w dolinie Indusu. Pierwszym oswojonym gatunkiem słonia był słoń indyjski (Elephas maximus), którego używano do prac w polu. Pierwsze użycie tych zwierząt do celów militarnych, wspomniane w zapisanych w języku wedyjskim hymnach, datuje się na rok 1100 p.n.e., a miało miejsce w północnych Indiach.
Z Indii słonie bojowe trafiły do imperium perskiego, które używało ich w wielu kampaniach. Prawdopodobnie pierwsze zetknięcie się Europejczyków z tymi zwierzętami miało miejsce podczas bitwy pod Gaugamelą, stoczonej 1 października 331 p.n.e. pomiędzy armią perską i wojskami Aleksandra Wielkiego. Umieszczone w centrum linii wojsk perskich piętnaście słoni wywarło tak duże wrażenie na żołnierzach Aleksandra, że w poprzedzającą bitwę noc składano ofiary bogu strachu (prawdopodobnie Fobosowi), nie ma jednak dowodów na to, że zwierzęta te brały udział w bitwie. Bitwa pod Gaugamelą okazała się jednym z największych sukcesów Aleksandra, który później docenił wartość słoni bojowych i podczas dalszego podboju Persji włączył wiele z nich do własnych wojsk. Pięć lat później w bitwie nad rzeką Hydaspes przeciwko wojskom hinduskiego księcia Porosa Aleksander Wielki znał już taktykę działania przeciwko słoniom. Panujący w Pendżabie książę Poros wystawił przeciwko Aleksandrowi 200 słoni (według innych źródeł było ich 85), mimo to bitwę przegrał. Według danych historycznych ówczesne królestwo Magadha (znajdujące się na terenie dzisiejszego stanu Bihar) posiadało 6000 słoni bojowych, a powstałe po zjednoczeniu Indii przez Czandraguptę Maurję imperium – 9000 słoni. Liczby te były wielokrotnie większe niż liczba słoni bojowych posiadanych kiedykolwiek przez Persów czy Greków, jednak większość współczesnych historyków uważa te liczby za przesadzone. W Indiach słonie w armii były wykorzystywane nie tylko w czasie bitew, ale również do transportu czy forsowania małych rzek — ustawione bokiem, z głowami skierowanymi w dół biegu rzeki — umożliwiały żołnierzom przejście na drugi brzeg po swoich grzbietach.
Skuteczność bojowego użycia słoni spowodowała wzrost popularności tego rodzaju uzbrojenia. Diadochowie, będący spadkobiercami imperium Aleksandra Wielkiego, używali setek słoni w toczonych między sobą wojnach. Egipcjanie i Kartagińczycy rozpoczęli oswajanie afrykańskich słoni (Loxodonta) do celów bojowych, tak samo, jak Numidyjczycy i Kuszyci. Początkowo oswajanym gatunkiem był słoń leśny (Loxodonta cyclotis), który jest mniejszy od indyjskiego i osiąga w kłębie około 250 cm. Było to zwierzę dość rzadkie i płochliwe, przez co nie bardzo nadawało się do celów bojowych. Z kolei słoń afrykański (Loxodonta africana), o znacznie większych rozmiarach, był bardzo trudny do oswojenia, dlatego też nie był często wykorzystywany. Podczas bitwy pod Rafią stoczonej w 217 p.n.e. przez wojska egipskie pod wodzą Ptolomeusza IV i Seleucydów pod wodzą Antiocha III używano zarówno słoni indyjskich, jak i mniejszych słoni leśnych. Pomimo różnicy w rozmiarach zwierząt na skutek błędu taktycznego Antiocha zwycięstwo odniosła strona egipska z mniejszymi słoniami leśnymi.
Na Sri Lance, jak podają źródła historyczne, używano słoni jako zwierząt noszących króla, który prowadził wojska do boju. Jednym z najsłynniejszych słoni wspomnianym w lankijskim traktacie historycznym Mahawansa, spisanym około 200 roku przed naszą erą, był Kandula noszący syngaleskiego króla Dutthagamani, a drugim Maha Pabbata noszący podczas bitew króla Elahara.
Pliniusz Starszy zapisał w 6 tomie z liczącej 37 woluminów Naturalis historia opinię Onesicritusa, pisarza Aleksandra Wielkiego, że lankijskie słonie były większe, agresywniejsze i lepiej sprawowały się w walce. Ponadto występowanie słoni w sąsiedztwie portów powodowało, że stały się one ważnym towarem handlowym. Nawet w czasie pokoju stosowano słonie do wymierzania kary śmierci. Karę tę stosowano przeważnie wobec zdrajców, przestępców wobec państwa i władcy.
W następnych stuleciach słonie bojowe były używane w Europie głównie przeciwko rzymskim legionom. W bitwie pod Herakleą w 280 p.n.e. wzięło udział 20 słoni. Przyczyniły się one do zwycięstwa Pyrrusa, gdyż rzymskie konie zlękły się nieznanych im zwierząt i rzuciły do ucieczki. Podczas II wojny punickiej w armii Hannibala znalazły się także słonie. Nieznana ich liczba wyruszyła późną wiosną 218 p.n.e. z terenów obecnej Hiszpanii, kierując się na Rzym, 37 z nich dotarło we wrześniu tego roku do Rodanu, a po wyczerpującym marszu przez Alpy pod wpływem deszczu i chłodu północnej Italii (była już zima) padły wszystkie słonie z wyjątkiem trzech. Zdaniem Katona najdzielniejszym ze słoni był Surus („Syryjczyk”). Brat Hannibala, Hazdrubal, walczył przeciwko Scypionowi dysponując 140 słoniami. Do Italii przybył z 15 słoniami, z którymi jednak nie dotarł do brata.
Tak jak wojska Aleksandra Wielkiego, także Rzymianie znaleźli sposób radzenia sobie z niebezpiecznymi szarżami słoni. Podczas ostatniej bitwy Hannibala pod Zamą w 202 p.n.e. szarże słoni okazały się bardzo nieefektywne ze względu na to, że manipuły rzymskie przepuszczały atakujące zwierzęta. Ponad sto lat później podczas bitwy pod Tapsus (6 lutego 46 p.n.e.), Juliusz Cezar uzbroił swój piąty legion (Alaudae) w topory, rozkazując legionistom atakować nogi słoni. Legion wytrzymał szarżę słoni i od tej pory wizerunek tego zwierzęcia stał się symbolem jednostki.
Zdaniem Pliniusza Starszego jedną z bardziej efektywnych broni przeciw słoniom były świnie bojowe. Pisał on, że: słonie bały się mniejszych kwiczących świń. Podobno oblężenie Megary zostało przerwane po tym, jak megaryjscy obrońcy wylali płonący olej na stado świń, które, uciekając w popłochu w kierunku wojsk przeciwnika, wzbudziły ogromny strach i masową panikę wśród słoni.
Wojska partyjskie w Iranie również używały słoni w walkach z cesarstwem rzymskim, ale nie w tak dużym stopniu jak Sasanidzi, którzy wykorzystywali te zwierzęta w większości kampanii wojennych. Jedną z najsłynniejszych bitew tamtego okresu była bitwa pod Awarajr, w której słonie Sasanidów, budząc ogromną panikę wśród przeciwnika, pozwoliły pokonać armeńskich rebeliantów. Kolejną głośną bitwą na tamtych terenach była bitwa pod Al-Kadisijją, w której Sasanidzi po raz kolejny użyli słoni na dużą skalę.

### Średniowiecze
W średniowiecznej Europie bardzo rzadko używano słoni. Karol Wielki zabrał podarowanego w 798 roku przez kalifa Bagdadu Haruna al-Rashida indyjskiego słonia Abul-Abbasa na bitwę z Duńczykami w 804 roku. Późniejsze krucjaty dały okazję do posiadania tych zwierząt także innym władcom, takim jak Fryderyk II Hohenstauf, który zdobył wiele słoni w Ziemi Świętej, a następnie użył ich podczas oblężenia Cremony w 1214 roku.
W 1398 podczas najazdu Timura na Sułtanat Delhijski przeciwstawiła mu się armia z setką słoni bojowych, które wzbudziły paniczny strach wśród wojsk mongolskich. Pomimo to Timur odniósł zwycięstwo prawdopodobnie dzięki niespotykanemu manewrowi taktycznemu polegającemu na tym, że na grzbietach wielbłądów umieszczono płonące snopy siana, których dym zmusił zwierzęta do biegu w kierunku pozycji przeciwnika. Słonie przestraszyły się dymu i ognia, wpadając w panikę i tratując własne wojska. Według arabskiego historyka Ahmeda ibn Arabshaha innym sposobem zatrzymywania szarży słoni, stosowanym przez Timura, było rozsypywanie na przedpolu dużych żelaznych kolców, które wbijały się w stopy zwierząt, uniemożliwiając dalszy bieg. Słoni bojowych używali później władcy mongolscy przeciwko Imperium Osmańskiemu.
Źródła historyczne podają, że król Rajasinghe I, kiedy rozpoczynał w 1558 oblężenie portugalskiego fortu w Kolombo w Sri Lance, miał do dyspozycji 2200 słoni. Referendarz królewski nazywany „Gaja Nayake Nilame” zarządzał poprzez swojego zastępcę, „Kuruwe Lekham” opiekunami słoni, którzy wywodzili się z klanu Kuruwe i byli odpowiedzialni za łapanie zwierząt na wolności, oswajanie ich, trenowanie do różnych celów, a także szkolenie późniejszych ich opiekunów, zwanych kornakami.
Wraz z wynalezieniem prochu i wprowadzeniem w XV wieku broni strzeleckiej i artylerii znaczenie słoni znacznie spadło ze względu na łatwość, z jaką możne je było zastrzelić z dużej odległości.

## Użycie taktyczne słoni

Przeprawa słoni przez rzekę

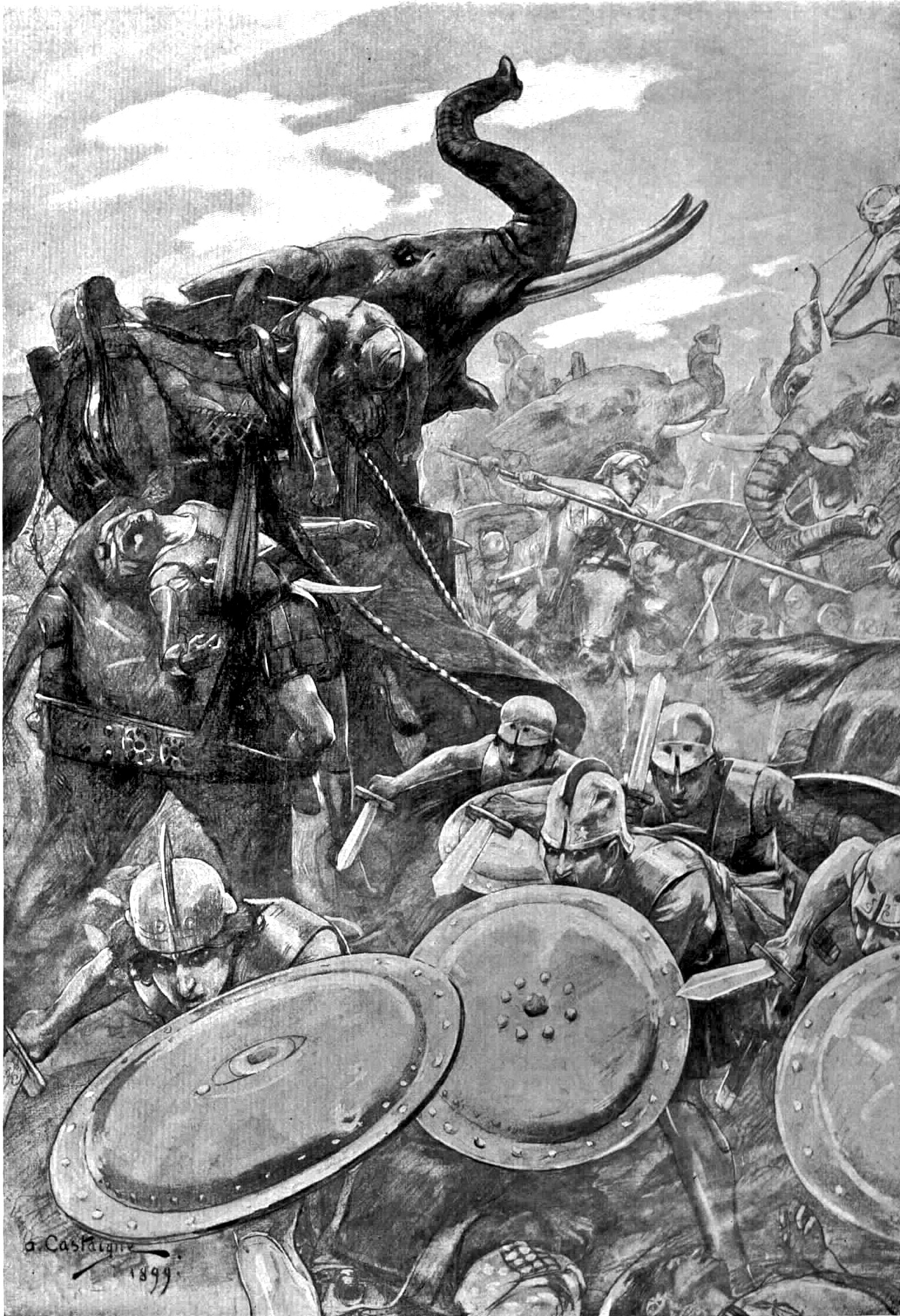
Słoń chylący się ku upadkowi. Po śmierci załogi słoń nie był już chroniony, więc szybko zostawał zabity

Słonie, ze względu na duże rozmiary i siłę, były używane do wielu celów, głównie przenoszenia ciężkich ładunków. Podczas bitew słonie bojowe zajmowały zazwyczaj centralną część szyku, skąd mogły rozpocząć skuteczną szarżę lub uchronić własne wojska przed szarżą przeciwnika. Słoń szarżował z prędkością 30 km/h i w przeciwieństwie do szarży jazdy używającej koni nie był tak łatwy do zatrzymania przez piechotę uzbrojoną we włócznie. Przewaga słoni opierała się głównie na sile fizycznej, przełamywaniu linii wroga, tratowaniu i atakowaniu ciosami. Pozostała część żołnierzy, która nie została zmiażdżona pierwszym uderzeniem, również nie była zdolna do utrzymania szyków, a panika wzniecana przez słonie skutecznie hamowała wolę walki nawet tak zdyscyplinowanych jednostek, jak legiony rzymskie. Również jazda nie mogła czuć się bezpiecznie, ponieważ w czasie walki słonie zrzucały jeźdźców i tratowały konie, co uniemożliwiało skuteczną walkę nawet opancerzonym katafraktom. Konie, nieprzywykłe do zapachu słoni, szybko się płoszyły. Słoń po przedarciu się przez linię wroga zwykle szybko ginął, gdyż załoga nie była w stanie powstrzymać otaczającego go wroga. Załoga nie mogła kontynuować walki na słoniu po wyczerpaniu strzał i włóczni, zwykle jednak opuszczano go dopiero po jego upadku. Gruba skóra słoni czyniła je trudnymi do unieszkodliwienia lub zabicia, a wysoka sylwetka zwierzęcia zapewniała doskonałą ochronę dla znajdujących się na jego grzbiecie jeźdźców. Nawet martwe słonie utrudniały walkę wrogowi, gdyż ogromne ciała zwierząt stanowiły przeszkodę dla szarży atakujących.
Słoniami bojowymi zostawały osobniki obu płci. Trudniejsze było zapanowanie nad samcami, potężniejszymi od samic, ale także bardziej agresywnymi i posiadającymi większe ciosy. Słonie bojowe mogły służyć bardzo długo – jeśli dbano o nie dożywały ponad 80 lat.
Słonie indyjskie, z natury raczej łagodne, pojono przed bitwą winem, aby stały się bardziej agresywne.

### Problemy
Największą wadą słoni była jednak skłonność do wpadania w panikę. Po otrzymaniu względnie niewielkich ran lub po zabiciu kierującego zwierzęciem kornaka bardzo często słoń płoszył się i rozpoczynał ucieczkę, raniąc zarówno żołnierzy nieprzyjaciela, jak i własnych. By temu zaradzić kornacy zostali wyposażeni w młot i dłuto, które wbijali w czaszkę lub szyjny odcinek kręgosłupa słonia, aby uśmiercić spanikowane zwierzę, zanim spowoduje straty we własnych szeregach. Piechota rzymska, doświadczona w walce ze słoniami, próbowała zadawać ciosy w najdelikatniejsze części ciała zwierzęcia, takie jak trąba, czego efektem była natychmiastowa panika i ucieczka z pola walki. Spowodowało to częste noszenie przez słonie zbroi. Harcownicy uzbrojeni w oszczepy już przed bitwą usiłowali trafić słonie w celu wywołania u nich paniki. Także żołnierze konni próbowali spłoszyć słonie, trafiając bronią w delikatne miejsca ich ciał w pełnym galopie, na podobieństwo wywodzącej się z tamtych czasów, a uprawianej także obecnie gry kawaleryjskiej, nazywanej tent pegging.

## Ekwipunek

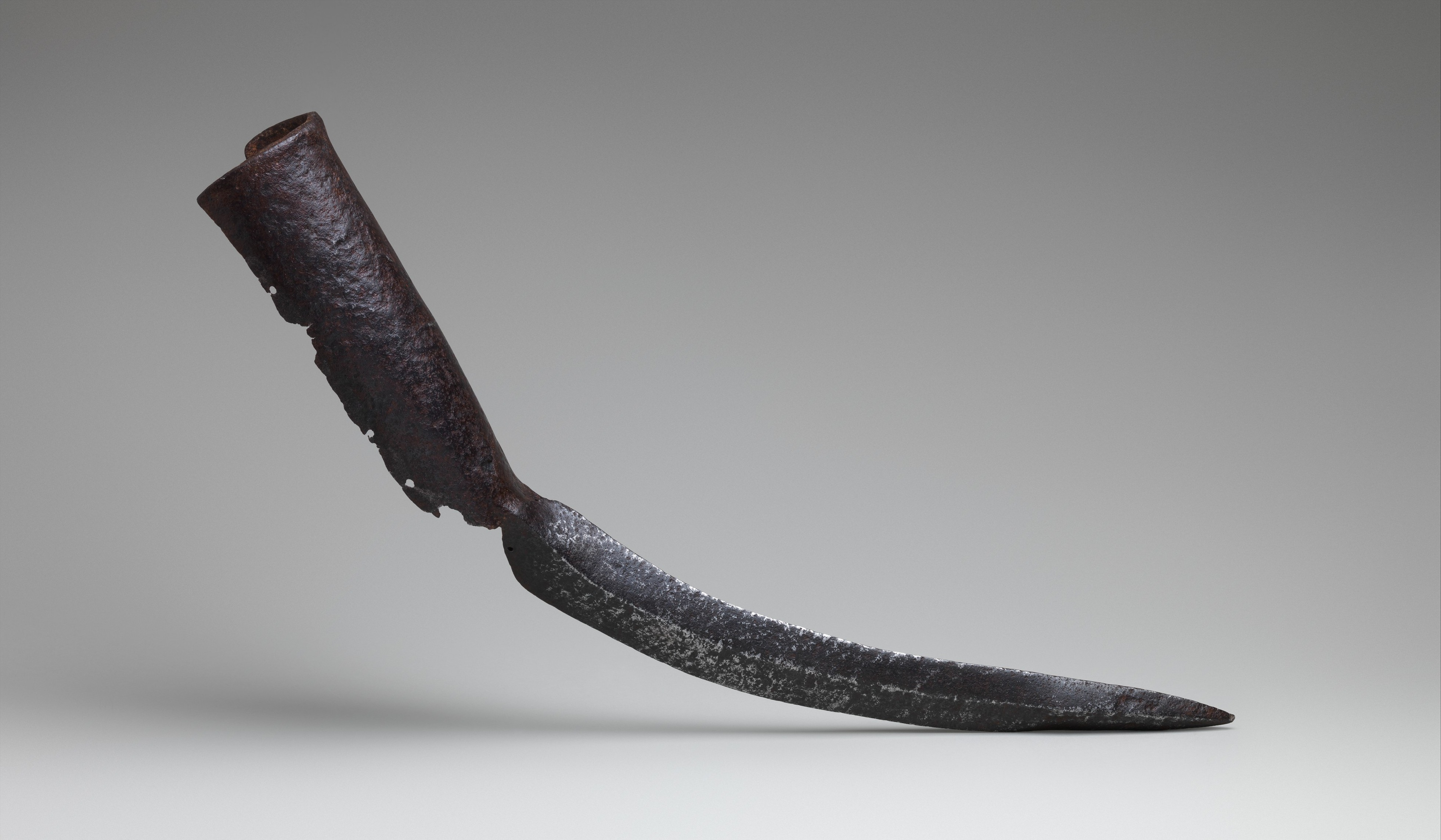
Ostrze mocowane do ciosu słonia

Poza szarżą słonie stanowiły stabilną i bezpieczną platformę dla łuczników zapewniającą doskonały widok na pole walki i umożliwiającą skuteczniejsze rażenie celów. Zarówno kornacy, jak i pozostali jeźdźcy posiadali poza łukami i kołczanami ze strzałami także długie włócznie do bezpośredniej walki z jazdą i piechotą przeciwnika. Na grzbietach słoni montowano również bardziej zaawansowaną broń miotającą. Armie Khmerów i Hindusów używały broni podobnej do wielkiej kuszy lub balisty, która umożliwiała wystrzeliwanie dużo większych pocisków zdolnych do zabicia słonia lub zniszczenia rydwanu przeciwnika. Pod koniec XVI stulecia próbowano instalować na grzbietach słoni kolubryny, ale względnie powolne zwierzęta przestały być skuteczną bronią w nadchodzącej epoce broni palnej.
Lankijskie źródła historyczne podają, że niejednokrotnie wyposażano słonie w zakończone żelaznymi kulami łańcuchy i uczono zwierzęta wymachiwać nimi w taki sposób, aby uczynić jak największe szkody wojskom nieprzyjaciela podczas szarży.
Słonie wyposażano również w ostrza mocowane do ciosów, co ułatwiało zwierzęciu ranienie przeciwników, a dzięki jego sile umożliwiały nawet na przebicie zbroi.

### Wieża

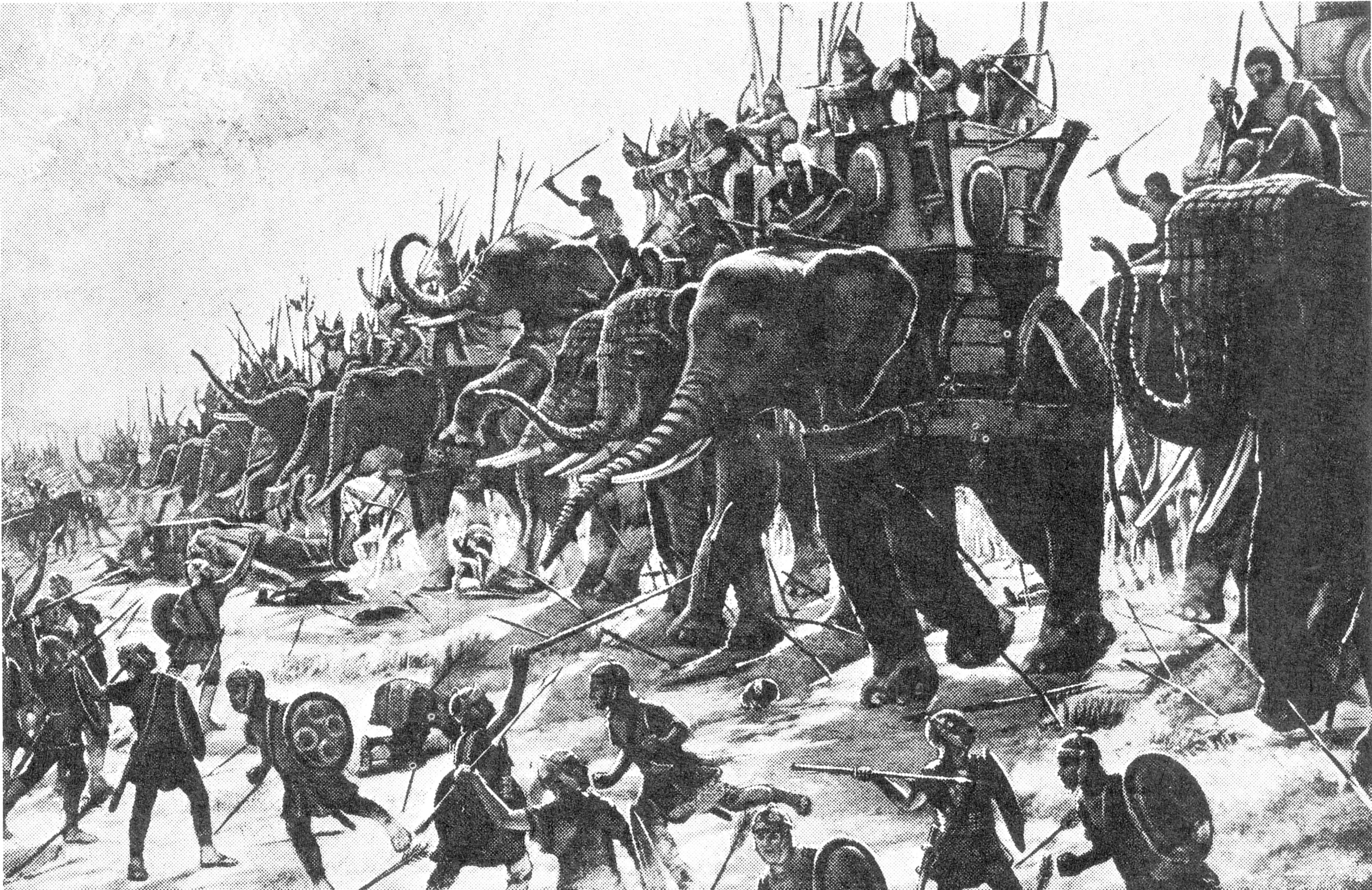
Słonie noszą wieże bojowe podczas bitwy pod Zamą

Podczas wojen punickich używano słoni bojowych chronionych zbroją i z umocowaną na grzbiecie wieżą nazywaną howdah, z trzyosobową załogą, zazwyczaj łucznikami lub wojownikami uzbrojonymi w sarisy długości około 6 metrów. Afrykańskie słonie leśne, o wiele mniejsze od innych gatunków, nie były na tyle silne, aby unieść wieżę, dlatego na ich grzbiecie umieszczano jedynie kropierz, na którym siedział 1 wojownik. Wieża zwykle ulegała zniszczeniu w przypadku przewrócenia się słonia.

#### Budowa wieży
Wieża zbudowana była z drewna, słonie dowodzących miały często przytwierdzony dach przeciwsłoneczny. Wieżę mocowano do słonia pasami lub łańcuchami, przeprowadzano 1 lub 2 pod brzuchem słonia, na piersi mocowano łącznik pasów przechodzących wokół szyi i pod brzuchem. Zwykle prowadzono jeszcze pas na zadzie słonia. Pod wieżą umieszczano grubą warstwę materiału dla wygody zwierzęcia. Czasem do wieży opancerzonych słoni mocowano kolce utrudniające wspięcie się atakujących.

#### Walka przy użyciu wieży
Załoga słonia walczyła, strzelając z łuków do wroga, zanim słoń doszedł do jego szyków, po wyczerpaniu strzał atakowano długimi włóczniami. Po ich użyciu zwykle schodzono ze słonia i walczono dalej pieszo, pozostawiając tylko prowadzącego. Dużym zagrożeniem dla załogi byli również katafrakci na wielbłądach, gdyż ze względu na ich wzrost jeźdźcy mogli łatwo atakować załogę lub wejść na słonia.

### Zbroja słoniowa

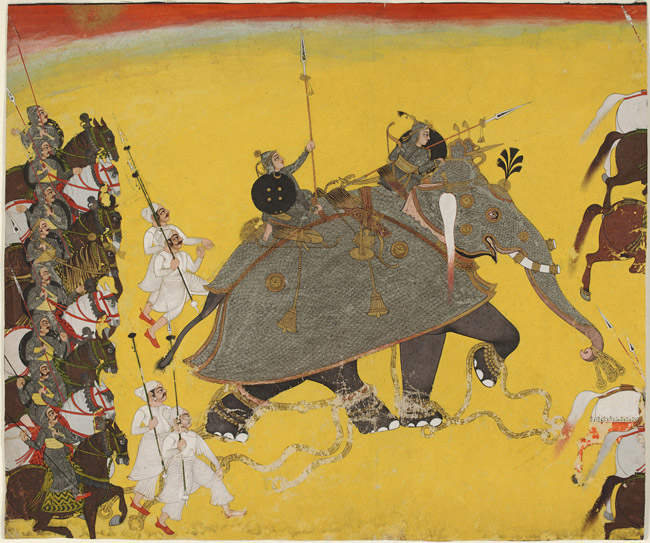
Słoń w ciężkiej zbroi łuskowej

Użyto ich po raz pierwszy w czasie wojen punickich. Stosowano aż do rozpowszechnienia broni palnej. Potrzeba jej stosowania wzięła się stąd, że po pewnym czasie walczący przyzwyczaili się do słoni w bitwach, co skutkowało brakiem paniki wroga i chętnym atakowaniem. Wymyślono również skuteczne sposoby obrony, jak ustawianie rzędów włóczni, słonie silnie ranione nie docierały nawet do linii wroga. Opancerzenie zapobiegało zabiciu słonia na odległość, zanim zdąży stratować wroga, oraz ochraniało go w trakcie bezpośredniego ataku. Zbroje były również użyteczne w czasie walki wrogich słoni, dawały opancerzonym znaczną przewagę. W przypadku słoni noszących wszelkiego rodzaju balisty czy katapulty zbroja była nieodłącznym wyposażeniem.

#### Budowa zbroi
W kwestii budowy panowała dowolność, zbroje wykonywano jako łuskowe, kolczugi bądź płytowe.
Przykładowa ciężka zbroja łuskowa składała się ze:
- Stalowego hełmu z kratkami na oczy. Doczepiano do niego folgowo-łuskowe ochraniacze na uszy. Stalowy hełm chronił tylko wierzch głowy, resztę okrywano zbroją łuskową. Mocowano do niego również stalowo-drewnianą osłonę prowadzącego.
- Łuskowej osłony na trąbę. Zwykle chroniono jedynie jej wierzch, a z tyłu łączono paskami.
- Fartucha zbroi łuskowej obejmującego korpus słonia, sięgającego zwykle do jego kolan.
- Folgowych nogawic, zwykle obejmowały całe nogi.
- Nakarczka chroniącego szyję i gardło, wykonywanego jako folgowy lub łuskowy.

Zbroje płytowe często pokrywano kolcami w okolicach nóg, by ranić nimi atakujących. Jednak zatrzymanie się słonia powodowało, że atakujący zaczynali się po nich wspinać. Słonie były spowalniane przez pełne zbroje, więc często ograniczano się tylko do hełmu i napierśnika, co chroniło słonia w czasie szarży. W czasie późniejszego starcia ochrona ta jednak nie wystarczała, więc większość lekko opancerzonych słoni ginęła w czasie walki.

#### Niedoskonałości zbroi
Brzuch słonia w większości zbroi pozostawał odkryty, a przez wysokość słonia można było podejść pod jego spód i zranić go w brzuch; było to jednak trudne i ryzykowne.

#### Zalety i wady zbroi
Zbroje nie pozbawione były wad:
- Nie chroniła stóp słonia, co powodowało, że powszechnie stosowane były kolce wbite w ziemię.
- Materiał, na który naszywano płytki zbroi, był łatwopalny i umożliwiał pożar zwierzęcia.
- Zbroja ułatwiała wspięcie się na słonia i atak na załogę.

Zalety zbroi:
- Zabezpieczała słonie, szczególnie w czasie pierwszej szarży.
- Zabezpieczała przed zabiciem na odległość.

Pomimo stosowania nawet pełnych zbroi część słoni ginęła w czasie walki, jednak wówczas straty były bardzo małe.

## Bitwy z użyciem słoni
- 331 p.n.e. – bitwa pod Gaugamelą
- 326 p.n.e. – bitwa nad rzeką Hydaspes
- 317 p.n.e. – bitwa pod Paraitakene
- 316 p.n.e. – bitwa pod Gabiene
- 312 p.n.e. – bitwa pod Gazą
- 301 p.n.e. – bitwa pod Ipsos
- 280 p.n.e. – bitwa pod Herakleą
- 279 p.n.e. – bitwa pod Ausculum
- 275 p.n.e. – bitwa pod Benewentem
- 261 p.n.e. – oblężenie Agrigentum
- 255 p.n.e. – bitwa pod Tunesem
- 250 p.n.e. – oblężenie Panormos
- 239 p.n.e. – bitwa u ujścia Bagradasu
- 238 p.n.e. – bitwa pod Utyką
- 219 p.n.e. – oblężenie Saguntu
- 218 p.n.e. – przejście przez Alpy i bitwa nad Trebią
- 217 p.n.e. – bitwa pod Rafią
- 207 p.n.e. – bitwa nad Metaurusem
- 202 p.n.e. – bitwa pod Zamą
- 190 p.n.e. – bitwa pod Magnezją
- 164 p.n.e. – bitwa pod Beth-zur
- 153 p.n.e. – bitwa pod Numancją (Hiszpania)
- 149–146 p.n.e. – oblężenie Kartaginy
- 108 p.n.e. – bitwa nad rzeką Muthul
- 46 p.n.e. – bitwa pod Tapsus
- 451 – bitwa pod Awarajr
- 638 – bitwa pod Al-Kadisijją
- 1214 – zdobycie Cremony przez Fryderyka II
- 1398 – bitwa pod Delhi
- 1526 – I bitwa pod Panipatem
- 1556 – II bitwa pod Panipatem
- 1565 – bitwa pod Talikotą
- 1659 – bitwa pod Khajwą
- 1761 – III bitwa pod Panipatem

## Słonie bojowe w kulturze masowej
Literatura
- Księga dżungli (The Jungle Book, 1894) Rudyarda Kiplinga zawiera dwie historie, w których pojawia się słoń bojowy.
- W książkach J.R.R. Tolkiena pojawia się fikcyjne zwierzę, opisywane jako przodek słonia, używane w bitwach podobnie jak słoń bojowy, nazywane mûmakiem lub olifantem.

Film
- Aleksander (2004) – słonie bojowe występują w jednej z kluczowych scen filmu Olivera Stone’a.
- 300 (2007) – słoniom poświęcona jest jedna scena gdy giną z rąk spartiatów i spadają z klifu do morza.
- Władca Pierścieni: Powrót króla (2004) – w filmowej adaptacji trylogii Tolkiena w scenie bitwy na polach Pellennoru pojawiają się bojowe olifanty, prowadzone przez ludzi z południa.

Gry komputerowe
- Age of Empires – w pierwszej części gry słonie bojowe pojawiają się jako jednostki walki bezpośredniej lub w wersji z łucznikami („elephant archers”) umożliwiające atak na odległość.
- Age of Empires II – druga część gry, w której również występują słonie bojowe, ale tylko na wyposażeniu cywilizacji perskiej.
- Age of Empires III: The Asian Dynasties – dodatek do trzeciej części gry, występują w nim słonie bojowe w czterech odmianach (dwa rodzaje słoni oblężniczych i dwa rodzaje „kawaleryjskich”) i stanowią podstawę cywilizacji indyjskiej.
- Age of Mythology – gra, w której słonie bojowe stanowią jedną z jednostek dostępnych cywilizacji egipskiej.
- Rome: Total War – słonie bojowe występują jako jedna z jednostek. W grze tej bardzo realistycznie przedstawiono momenty szarży słoni, tratowania wroga i łamania się morale przeciwnika.
- Total War: Rome II – słonie pojawiają się jako jednostka kawalerii.
- Civilization II – słonie bojowe pojawiają się jako jednostka, którą mogą posiadać wszystkie cywilizacje. Słonie bojowe w grze są odrobinę silniejsze od wczesnej jazdy i trochę słabsze od rycerstwa.
- Civilization III – kolejna część gry, w której słonie bojowe występują jako broń cywilizacji Indii.
- Civilization IV – w tej części gry słonie bojowe mogą być wykorzystywane przez każdą cywilizację posiadającą dostęp do kości słoniowej.
- Heroes of Might and Magic 3½: In the Wake of Gods – słonie bojowe pojawią się w wersji 3.59 jako jednostka 6. poziomu w nowym mieście, Bastionie.
- Medieval II: Total War – słonie bojowe i artyleryjskie powracają jako wyposażenie armii Tatarów.
- Empire Earth – niektóre starożytne jednostki poruszają się na słoniach.
- Rise of Nations: Thrones and Patriots – gra, w której słonie bojowe stanowią wyposażenie armii Persji i Indii.